# Війна за австрійську спадщину (1740—1748)
Війна за Австрійську спадщину (1740—1748) — війна між двома великими коаліціями європейських держав, на чолі однієї з яких були Пруссія та Франція, а другої — Австрія та Велика Британія, однак окрім них у війну на різних її етапах було втягнуто і багато інших країн.

## Причини війни
Після Війни за іспанську спадщину британо-французькі та австро-французькі суперечки та суперництво продовжували загострювалися. Також посилилася Пруссія, яка стала суперницею Австрії в Центральній Європі. За таких обставин назрівав конфлікт, в якому визначилися суперники та союзники.
В 1740 році помер не залишивши синів імператор Священної Римської імперії Карл VI, але спадкові права його дочки Марії-Терезії всупереч Прагматичній санкції 1713 року відкидалися деякими європейськими державами. Серед тих, хто не визнав спадкових прав Марії Терезії, були й держави-гаранти прагматичної санкції — Франція та Пруссія, які розпочали війну за розподіл «Австрійської спадщини», тобто імперії Габсбургів.

## Хід війни
Військові дії розпочалися 16 грудня 1740 року вторгненням прусського війська Фрідріха ІІ-ого в Сілезію. В січні 1741 прусси зайняли майже усю Сілезію і в битві при Мольвиці 10 квітня 1741 завдали австрійцям тяжкої поразки. Це прискорило утворення антиавстрійської коаліції основи якої було закладено договорами 1741 року між Францією, Баварією та Іспанією (Німфенбург, 18 та 28 травня) і Францією та Прусією (Бреславль, 5 липня).
Франція прагнула захопити Австрійські Нідерланди, ослабити Австрію та зробити імператором Священної Римської Імперії свою людину — курфюста баварського Карла Альбрехта. Іспанія претендувала на австрійські володіння в Італії. Баварський курфюст претендував не лише не імператорську, але й на чеську корони. До антиавстрійської коаліції приєдналися також Саксонія, Неаполітанське королівство, П'ємонт, Модена.
31 липня баварські війська вторгнулися у Верхню Австрію, 26 листопада баварсько-французькі війська захопили Прагу. 19 грудня 1741 року Карл Альбрехт був оголошений королем Чехії і 24 січня 1742 року обраний імператором під іменем Карла VII. Тим часом Фрідріх ІІ, отримавши згоду Марії Терезії поступитися йому Нижньою Сілезією, уклав 9 жовтня 1742 року в Клейн-Шнеллендорфі перемир'я з Австрією. Наприкінці грудня 1741 року австрійські війська під орудою Ф. Кевенгюллера перейшли в наступ проти баварських військ, вторглися на територію Баварії і зайняли Мюнхен. Фрідріх ІІ заручився обіцянками Карла Альбрехта передати Пруссії Верхню Сілезію та графство Глац і 26 грудня 1741 року поновив військові дії, порушивши перемир'я. 17 травня 1742 року прусські війська розбили австрійців при Чаславлі. Австрія змушена була погодитися на перехід майже усієї Сілезії і Глацу до Пруссії. На цих умовах Пруссія заключила сепаратний мир з Австрією за попереднім Бреславльським (11 червня) і остаточним Берлінським (28 липня) договорами 1742 року.
З середини 1742 року військова ініціатива перейшла до Австрії до якої приєдналася Велика Британія (з Ганновером), Голландія, а також П'ємонт і пізніше Саксонія які вийшли з антиавстрійської коаліції. В жовтні-грудні 1742 головні сили франко-баварських військ були витиснені з Чехії. 27 червня 1743 року британо-ганноверсько-голландська так звана «прагматична» армія під командуванням Георга II розбила французів під Деттінгемом на річці Майн. Влітку 1744 австрійські війська увійшли в Ельзас та Неаполітанське королівство. 22 травня 1744 року у Франкфурті-на-Майні за ініціативою французької дипломатії було укладено союз між Прусією, Баварією, Гессен-Касселем і Пфальцом — так звана Франкфуртська унія. 5 червня 1744 року Пруссія якій була обіцяна частина Чехії уклала у Версалі нову союзницьку угоду з Францією. В серпні 1744 прусські війська вторгнулися в Саксонію та Чехію. Французи зайняли Баварію та австрійську Швабію. В Італії 11 серпня 1744 австрійці зазнали поразки при Веллетрі від іспано-неаполітанських військ. В 1745 році іспанські та французькі війська зайняли майже усю Ломбардію та більшу частину П'ємонту. Війна між Великою Британією та Францією велася також в Індії, Америці та на морі. У 1745 британський флот досяг переваги на морі, що призвело до отримання переваги в обох Америках та Індії. Витіснення британцями французів з їхніх давніх плацдармів у теперішній Канаді відоме як Війна короля Георга (англ. King George's War).
Австрії, війська якої в березні 1745 вторглися в Баварію, вдалося досягти зречення баварського курфюста Максиміліана Йосифа, наступника померлого в січні 1745 року Карла VII, від претензій на австрійські володіння та імператорську корону (Фюссенський мир 22 квітня 1745). Імператором у вересні 1745 був обраний чоловік та співправитель Марії Терезії Франц Стефан Лотаринзький (Франц І). Тим часом воєнний стан Австрії знову погіршився. 4 червня 1745 Фрідріх ІІ розбив австро-саксонське військо при Гогенфрідеберзі. За цією перемогою пруссів слідували інші — 30 вересня при Зоргау, 23 листопада при Хеннерсдорфі, 15 грудня при Кессельдорфі. 18 грудня прусські війська зайняли Дрезден. Лише остерігаючися вступу у війну Росії, яка зосередила війська в Курляндії, Фрідріх ІІ уклав мир з Австрією та Саксонією. Під тиском Великої Британії та Голландії Австрія погодилася залишити Сілезію Пруссії в обмін на визнання Франца І імператором. В Італії австро-п'ємонтські війська, отримавши перемогу над франко-іспанською армією при П'яченці в червні 1746 зайняли усю північну частину країни.
Головним театром військових дій в останні роки війни стали Австрійські Нідерланди, куди вторглася французька армія під орудою Моріца Саксонського. Після перемог під Фонтенуа 11 травня 1745 і при Року 11 жовтня 1746 французи захопили Австрійські Нідерланди, а в 1747 і майже усю Голландію (перемога під Лауфельде 2 липня). В цей час до австро-британської коаліції приєдналася занепокоєна ростом могутності Пруссії Росія. 2 червня 1746 року був підписаний австро-російський союзний договір, а в 1747 так звані «субсидні конвенції» з Великою Британією. В січні 1748 року російське військо посунуло на допомогу союзникам. Побачивши загрозу появи російських військ на Рейні Франція погодилася на перемовини. 18 жовтня 1748 року був підписаний Другий Ахенський мир, за яким Габсбурги зберегли більшу частину своїх володінь, а права Марії Терезії були всіма визнані, але втрачали майже всю Сілезію, яка відійшла до Пруссії, та частину італійських володінь. Однак мир не розв'язав суперечностей між Європейськими державами і був по суті лише перервою між війною за австрійську спадщину та Семирічною війною (1756—1763).